# Brennelemente-Zwischenlager Grohnde
Das Brennelemente-Zwischenlager Grohnde (BZD; ehemals Standort-Zwischenlager Grohnde [KWG-ZL]) ist ein Lager für hochradioaktive Abfälle am Standort des Kernkraftwerks Grohnde.

## Geschichte
Die Genehmigung für das BZD wurde 1999 beantragt und erfolgte am 20. Dezember 2002. Das Lager wurde am 27. April 2006 mit der Einlagerung des ersten Behälters vom Typ CASTOR V/19 in Betrieb genommen. Somit läuft die auf 40 Jahre befristete Genehmigung im Jahr 2046 aus.
Seit dem 1. Januar 2019 ist die BGZ Gesellschaft für Zwischenlagerung die Betreibergesellschaft des BZD.

## Daten
Das nach dem STEAG-Konzept gebaute Lager ist etwa 93 m lang, 27 m breit und 23 m hoch. Das Brennelemente-Zwischenlager Grohnde hat insgesamt 100 genehmigte Stellplätze für Zwischenlagerbehälter. Aktuell lagern 71 Behälter vom Typ CASTOR V/19 (Stand 30. April 2025).
Derzeit liegt das Inventar ausschließlich in Form von bestrahlten Uran-Brennelementen und bestrahlten Mischoxid-Brennelementen aus dem Betrieb des Kernkraftwerks Grohnde vor. Die genehmigten Maximalwerte für das Inventar des Lagers betragen 1.000 MgSM, eine maximale Wärmeleistung von 3,75 MW sowie ein maximales Aktivitätsinventar von 5,5 × 1019 Bq.

## Zwischenfälle
Mit Stand vom 31. Dezember 2023 gab es im Brennelemente-Zwischenlager noch keine meldepflichtigen Ereignisse gemäß Atomrechtlicher Sicherheitsbeauftragten- und Meldeverordnung.